# Buczków (województwo małopolskie)
Buczków – wieś w Polsce położona w województwie małopolskim, w powiecie bocheńskim, w gminie Rzezawa.
| SIMC    | Nazwa       | Rodzaj                          |
| ------- | ----------- | ------------------------------- |
| 0829980 | Błonie      | część wsi                       |
| 0829997 | Górka       | część wsi                       |
| 1047593 | Szpitalisko | część wsi (zniesiona w 2023 r.) |
| 1047618 | Szwaby      | część wsi(zniesiona w 2023 r.)  |

## Historia
Początek osadnictwa na terenie Buczkowa to druga połowa XIV wieku. Na tym obszarze wzmiankowane są nazwy osad: Janowice (1399) i Wanszowice (1470), które nie zachowały się do dziś. Buczków pojawił się w kompleksie dóbr krzeczowskich w XVI w. Był własnością królewską. Najpierw przynależny do parafii Rzezawa, a po 1731 roku wymieniany w rejestrach parafii Cerekiew.
Niemal od samego początku kmiecie buntowali się przeciw zwiększaniu się ciężarów feudalnych a ograniczaniu przywilejów. W roku 1729 gromady Starostwa krzeczowskiego sprzeciwiły się panu w związku z podwyższeniem czynszów i danin, oraz przeciwko wprowadzonym opłatom za żołędzie. W dekrecie referendarskim z dnia 28 lipca 1729 sąd nakazał aby buntów przeciw administracji nie czynić, czynsze i daniny według dawnych zwyczajów i dekretów sądowych dawać. W roku 1753 wpłynęła kolejna skarga na podstarostę Antoniego Bieleckiego o podwyższenie powab przy grabieniu siana do siedmiu dni w roku przez kmieci. Posłuszeństwo wymuszali nieustannym biciem kańczugami w gołe ciało. Bito wszystkich, nie oszczędzano kobiet ciężarnych, ludzi w podeszłym wieku i dzieci. Odpowiedzią starosty Adama Szwarcemberga-Czernego było sprowadzenie 29 sierpnia 1753 roku na gromady żołnierzy regimentu ks. Lubomirskiego do wsi Buczkowa jedenastu żołnierzy wraz z końmi.
Buczków wszedł pod panowanie Austrii podczas I rozbioru. 23 sierpnia 1775 wrogie wojska zajęły dobra krzeczowskie, do których należał również Buczków. Był on wtedy w posesji Ignacego Dydyńskiego.
Po zajęciu dóbr krzeczowskich sprzedano je w dwóch sekcjach. Buczków, razem z Borkiem, Dębiną i Dąbrówką 27 sierpnia 1835 kupił podczas licytacji Edward Homolatsch. Cena wywoławcza wynosiła 28 293 złr, nabywca zapłacił 28 650 złr (guldenów lub florenów).
W 1919 roku w Buczkowie wybudowano niewielką kaplicę, jako filie kościoła w Okulicach pw. św Antoniego Padewskiego. Następnie znacznie ją rozbudowano w latach 1988–1989. W pobliżu drewniana kapliczka z postaciami św. Floriana, św. Stanisława bp., św Józefa z Dzieciątkiem, z roku 1834 (PSOZ Tarnów).
W latach 1954–1959 wieś należała i była siedzibą władz gromady Buczków, po jej zniesieniu w gromadzie Bratucice. W latach 1975–1998 miejscowość należała administracyjnie do województwa tarnowskiego.

## Oświata
Rada Szkolna Krajowa we Lwowie rozporządzeniem z dnia 7 VI 1890 powołała szkołę w Buczkowie przyłączając do niej również wieś Dąbrówkę. Jednak ze względu protestów obu wsi, szkoła rozpoczęła działalność w roku 1892, a pierwszym nauczycielem był Franciszek Szczepański. W roku 1897 w szkole pracował Stanisław Gawłowicz. W roku 1903 Franciszek Bartnik. W roku 1909 Maria Dańcówna i Stanisław Stachnik. W 1910 Alfred Stebnicki, Eug. Stebnicka, Katarzyna Bryczkowska.
Dnia 1 VII 1910 r. powstały osobno szkoły w Dąbrówce i w Buczkowie. W roku 1911 w szkole pracował Michał Zieliński i Maria Dańcówna. W roku 1912 dołączyła Kazimiera Sarzyńska.
Dnia 12 IX 1925 r. szkoły w Dąbrówce i w Buczkowie zostały połączone w jedną 6-klasową szkołę w Buczkowie, orzeczeniem dnia 1 I 1926 r. Mieszkańcy Dąbrówki dwukrotnie odwoływali się do ministerstwa o cofnięcie tej decyzji.
W roku 1937 ponownie utworzono osobne szkoły dla obu wsi.
Od 20 IV 1943 do 15 IX 1944 w Buczkowie, w tajnym nauczaniu na poziomie szkoły powszechnej pracował Władysław Kordek.

## Ludzie związani z Buczkowem
Franciszek Szczepański był pierwszym nauczycielem w Buczkowie. Urodził się w Uściu Solnym w 1871 roku. Oprócz nauki, zamieszczał swoje artykuły w czasopiśmie "Szkoła", "Czasopismo dla Spółek Rolniczych" oraz w piśmie Etnograficznym "Lud". Był współzałożycielem Kółka Rolniczego w Okulicach, oraz przełożonym jego Rady Nadzorczej. Szerzej działalnością społeczną zajął się, gdy przeniósł się do Bochni. Wziął udział w pracy plebiscytowej na Górnym Śląsku. Syna swego, dziecko prawie, wysłał na obronę Lwowa. Córkę, nauczycielkę i działaczkę, Niemcy na Górnym Śląsku ciężko poranili. Zmarł nagle w Bochni w 1924 roku.
Michał Rudnik urodził się 28 IV 1864 w Buczkowie. Przez 18 lat pełnił funkcję wójta w Buczkowie, oraz prezesa Kółka Rolniczego. Przez 30 lat (od 1903r.) był radnym Rady Powiatowej w Bochni. Z jego inicjatywy zbudowano drogę z Bochni do Okulic. Zajmował się także publicystyką w "Piaście" i "Chłopie Polskim". W 1908 r. został wybrany do Rady Naczelnej PSL. W roku 1919, z listy PSL "Piast" zdobył mandat do Sejmu Ustawodawczego. W 1928 z listy BBWR uzyskał mandat do senatu RP. Zmarł 27 XI 1941 w Buczkowie.

## Buczków dziś
Miejscowość leży na terenie Bratucickiego Obszaru Chronionego Krajobrazu.
Znajduje się tutaj jeden z czterech w Polsce torów wyścigów konnych – Krakowski Tor Wyścigów Konnych uruchomiony w 2012 roku.